# Michael McBroom
Michael McBroom, né le 16 mai 1991 à Plymouth dans l'État américain du Minnesota, est un nageur américain spécialisé en nage libre.
Lors des Championnats du monde de natation 2013, il remporte la médaille d'argent en 800 m nage libre.

## Biographie
Lors des Championnats du monde de natation 2013, il remporte la médaille d'argent en 800 m nage libre avec un temps de 7 min 43 s 60, derrière le Chinois Sun Yang (7 min 41 s 36), également victorieux du 400 m nage libre et du 1500 nage libre.

## Palmarès

### Championnats du monde
- Championnats du monde 2013 à Barcelone (Espagne) :
  -  médaille d'argent du 800 m nage libre.